# لائرت واغارشیان
لائرت واغارشی واغارشیان (ارمنی: Լաերտ Վաղարշի Վաղարշյան؛  زادهٔ ۶ ژوئن ۱۹۲۲ - درگذشته ۳۰ ژانویهٔ ۲۰۰۰) فیلم‌نامه‌نویس و کارگردان فیلم اهل ارمنستان بود.

## زندگی‌نامه
وی در ۶ ژوئن ۱۹۲۲ در کراسنودار به دنیا آمد و از مؤسسه سینمایی گراسیموف فارغ‌التحصیل گشت. وی همچنین برنده جوایزی همچون هنرمند مردمی ارمنستان شوروی و نشان پرچم سرخ کار شد. وی در ۳۰ ژانویهٔ ۲۰۰۰ در سن ۷۷ سالگی در ایروان درگذشت

## گزیده فیلمشناسی
از فیلم‌ها یا برنامه‌های تلویزیونی که وی در آن نقش داشته‌است می‌توان به آثار زیر اشاره کرد:
- آب‌های سوان (۱۹۵۲)
- ترانه نخستین عشق (۱۹۵۸)